# الاسن (بوعبوط)
الاسن هي إحدى مشيخات المملكة المغربية، تتبع جغرافيا لإقليم شيشاوة وإداريًا لبوعبوط. يقدر عدد سكانها بـ 7592 نسمة حسب الإحصاء الرسمي للسكان والسكنى لسنة 2004.